# Atemschutzfilter
Atemschutzfilter (kurz Atemfilter oder Filter) schützen den Träger vor gefährlichen Stoffen (Gase, Partikel fester und flüssiger Stoffe). Sie kommen in Kombination mit Atemschutzmasken des Arbeitsschutzes, der Feuerwehr, der Medizin und des Militärs zum Einsatz.

## Filterarten
Atemschutzfilter werden in zwei Kategorien eingeteilt, die Partikelfilter und die Gasfilter. Daneben gibt es Kombinationsfilter, die Schutz vor Gasen und Partikeln bieten.
Partikelfilter gibt es in drei verschiedenen Klassen (P1, P2, P3). Die Einteilung richtet sich bei filtrierenden Halbmasken nach der Gesamtleckage und ansonsten nach der maximalen Überschreitung des Arbeitsplatzgrenzwertes. Diese Maximalgrenzen sind bei Vollmasken höher als bei Halbmasken. Partikelfilter schützen nur gegen Partikel, nicht gegen Gase und Dämpfe.
Gasfilter werden je nach Stoffgruppe in verschiedene Gasfiltertypen eingeteilt (z. B. „Ammoniak“, „organische Gase und Dämpfe“, „Niedrigsieder“). Auch hier gibt es drei verschiedene Leistungsklassen. Gasfilter schützen nur gegen Gase und Dämpfe, nicht gegen Partikel.
Kombinationsfilter bestehen aus einem Gas- und einem Partikelfilter. Sie werden eingesetzt, wenn gleichzeitig Gase oder Dämpfe und Partikel (Schwebstoffe) auftreten (z. B. beim Feuerwehreinsatz, Farbspritzen, Sprühkleben).

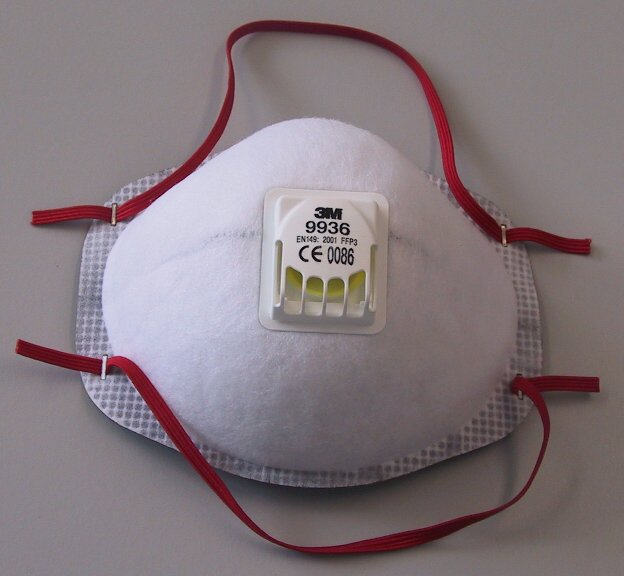
Filtrierende Halbmaske
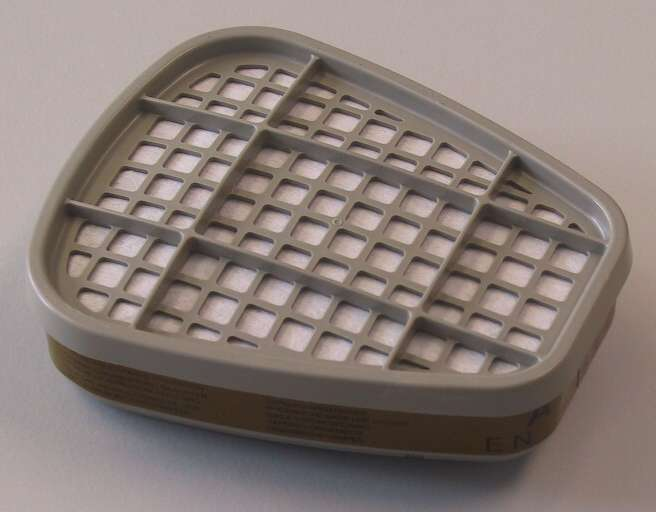
Gasfilter Typ A
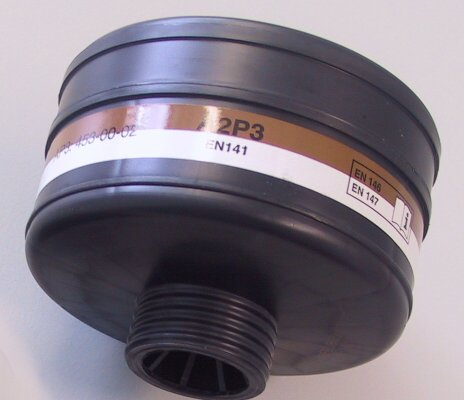
Kombinationsfilter A2P3
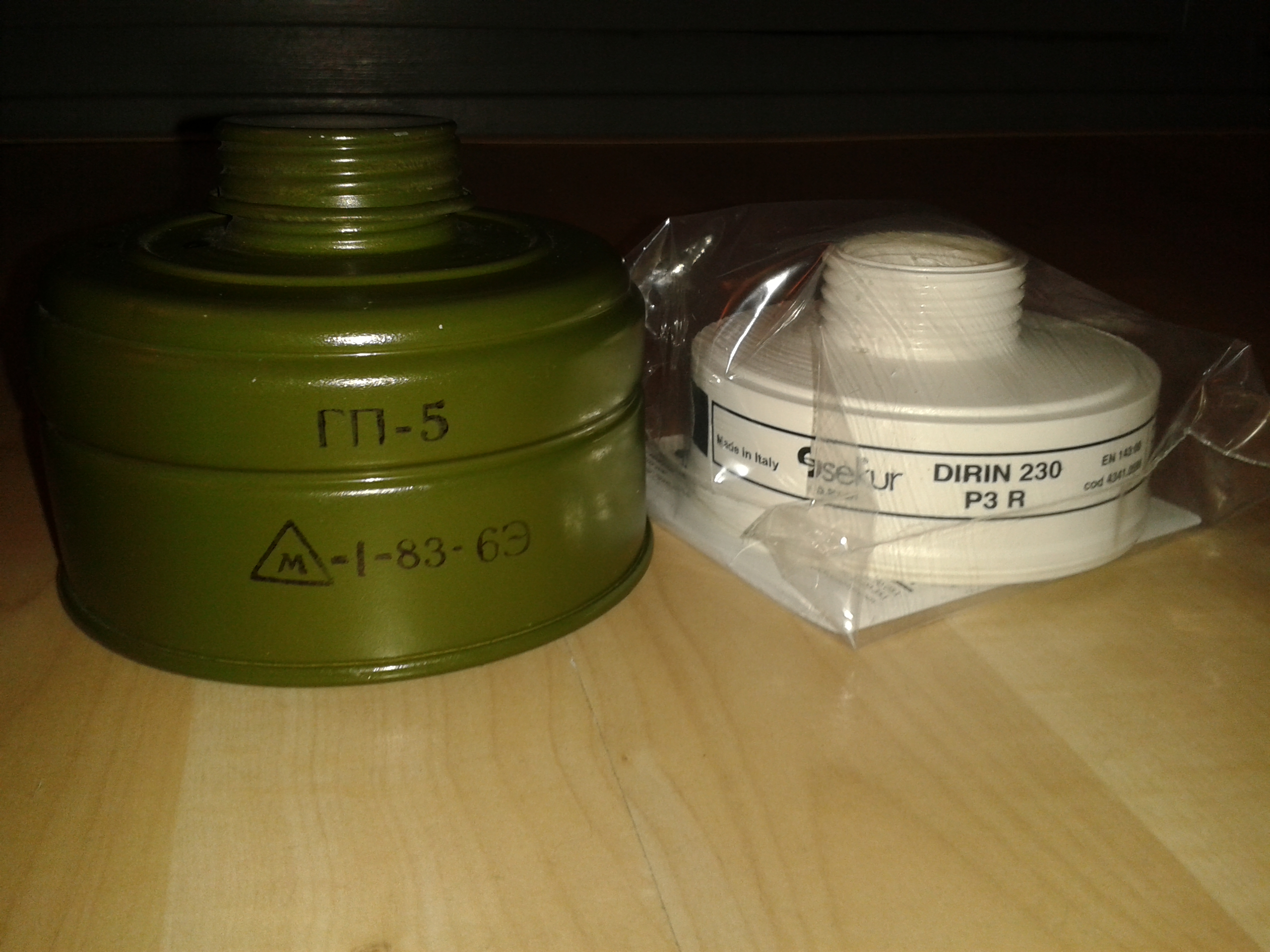
Ein ABC-Schutzfilter und ein Partikelfilter
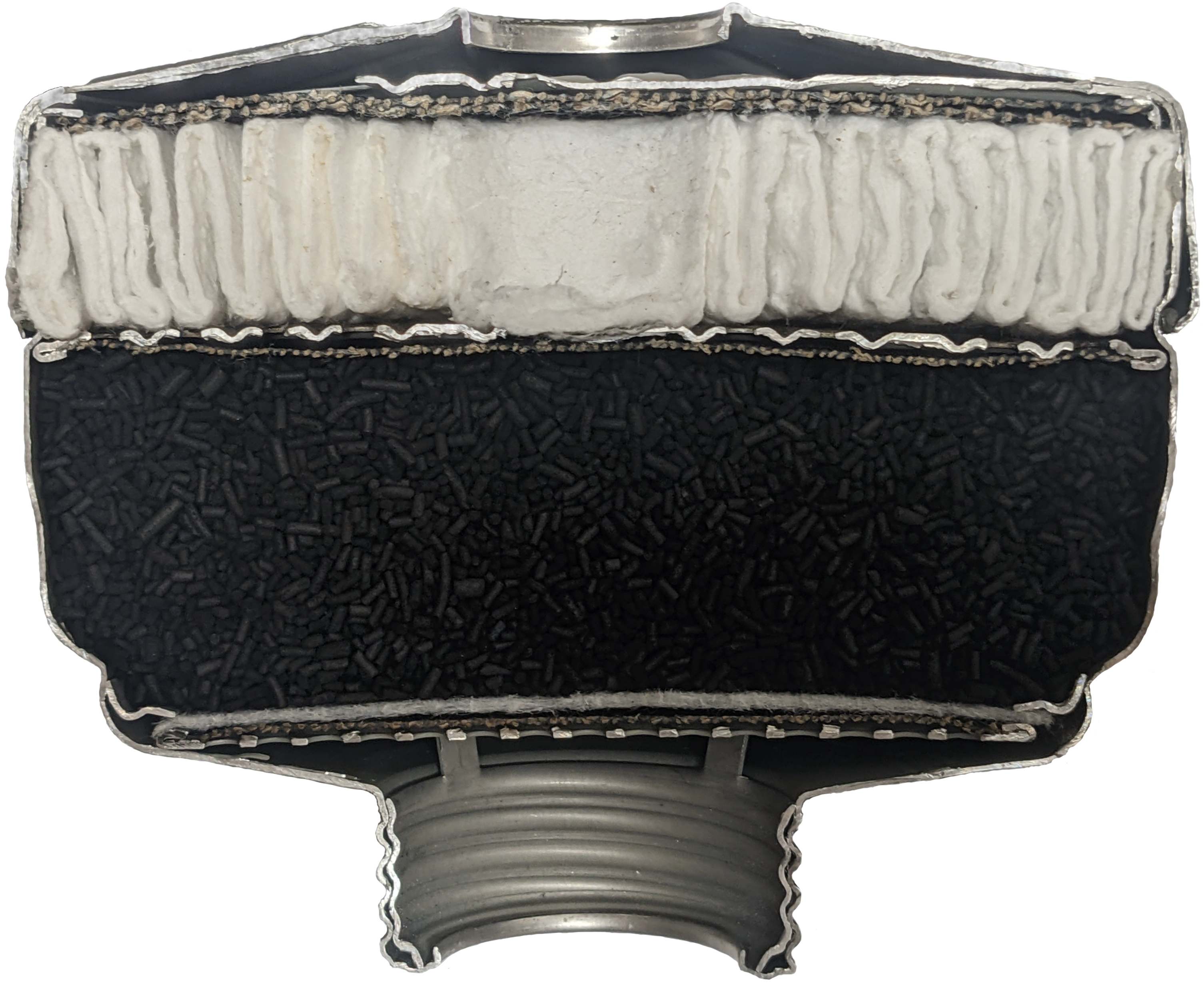
Querschnitt durch einen Kombinationsfilter (ABEK2P3) mit einem Rd40 Gewinde. Die Aktivkohle dient zur Absorption chemischer Substanzen, z. B. Gase oder Dämpfe, und der Vliesstoff zum herausfiltern von Partikeln. Hersteller: Firma „Auer“ (1970er)

## Einsatzbedingungen
Vor dem Einsatz von Atemschutzfiltern muss die Zusammensetzung der Umgebungsluft sowohl hinsichtlich der Art und Menge der Schadstoffe als auch des Sauerstoffgehalts bekannt sein. Daraus ergibt sich die Auswahl der geeigneten Atemschutzfilter (Beispiel einer Filterliste siehe unter Weblinks).
Für den Einsatz von Filteratemschutzgeräten müssen folgende Bedingungen erfüllt sein, ansonsten ist umluftunabhängiger Atemschutz (z. B. Pressluftatmer oder Druckluftatemgeräte) zu verwenden:
- Vorhandene Schadstoffe müssen nach Art, Eigenschaft und Zusammensetzung bekannt sein.
- Der Sauerstoffgehalt der Einatemluft muss mehr als 17 Vol.-% betragen.
- Gasfilter dürfen nur gegen gasförmige Schadstoffe verwendet werden – keinesfalls gegen Partikel.
- Partikelfilter dürfen nur gegen partikelförmige Schadstoffe verwendet werden – keinesfalls gegen Gase oder Dämpfe.
- Wenn Gase und Partikel zugleich auftreten, oder wenn Partikel Gase freisetzen können, sind Kombinationsfilter oder, falls nach Bauart des Atemschutzgerätes möglich, je ein hintereinander kombinierbarer Gas- und Partikelfilter zu verwenden.
- Die für die jeweilige Filterklasse höchstzulässige Schadstoffkonzentration ist zu beachten.

## Kennzeichnung

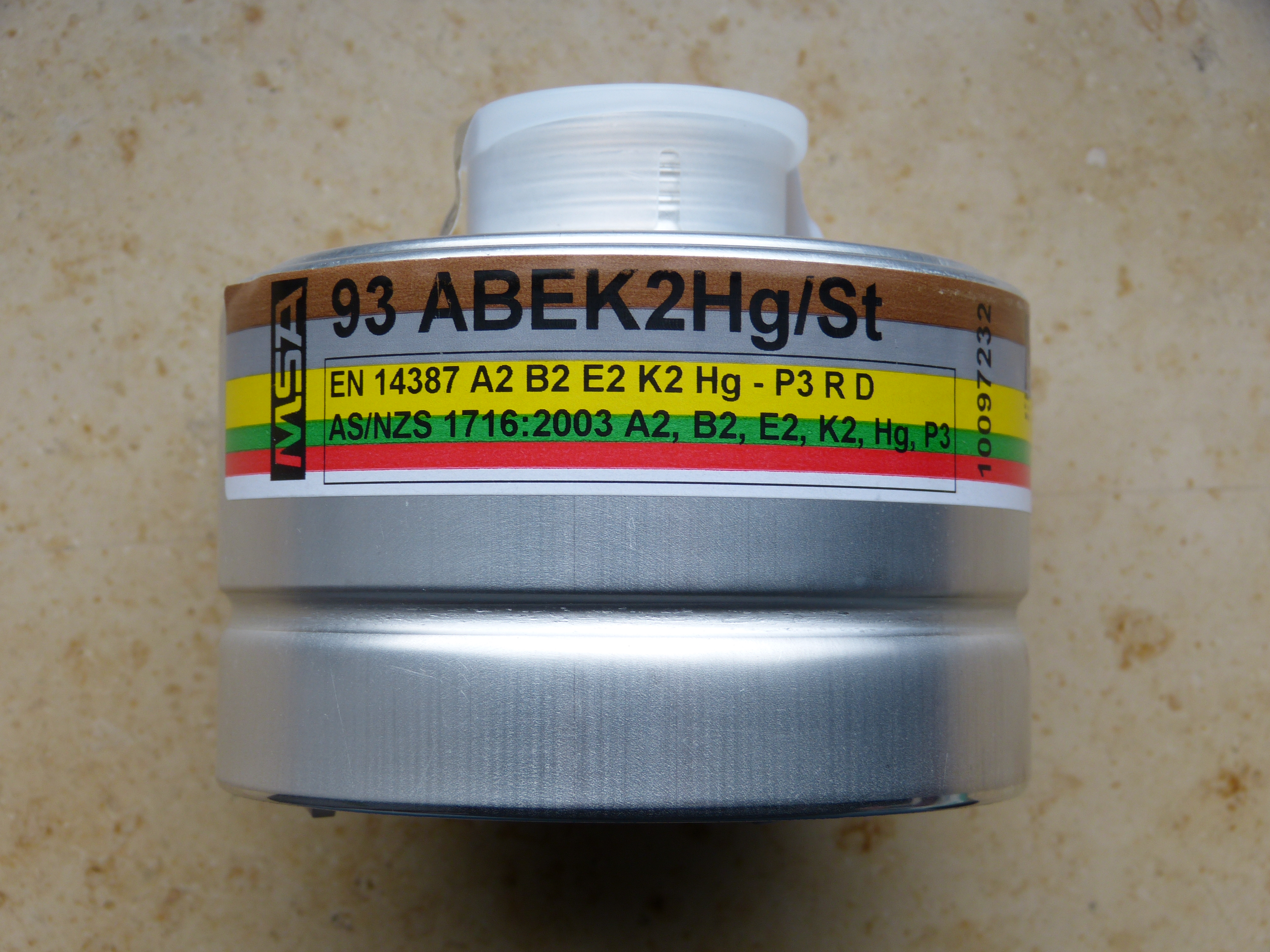
Farbliche Kennzeichnung eines A2B2E2K2 Hg P3-Kombinationsfilters

Die Eignung eines Gasfilters für eine Stoffgruppe wird am Filter jeweils mittels eines farbigen Ringes und eines Kennbuchstabens kenntlich gemacht. Für Partikelfilter ist die Kennfarbe einheitlich weiß. Kombinationsfilter tragen alle Farbringe und Kennbuchstaben des Bereiches gegen den sie schützen. Die Kapazität (Klasse) eines Filters wird zusätzlich durch Ziffern von eins bis drei angegeben. Bei Kombinationsfiltern wird sie für jeden Kennbuchstaben einzeln angegeben.

### Typ
In Deutschland sind die folgenden Kennfarben und -buchstaben genormt. Es kann entweder der ganze Filterkörper in der Kennfarbe eingefärbt oder, was gebräuchlicher ist, ein Farbring auf dem Filterkörper aufgebracht sein.
| Kennfarbe | Typ     | Anwendungsbereich                                                                             |
| --------- | ------- | --------------------------------------------------------------------------------------------- |
| braun     | A       | Organische Gase und Dämpfe mit Siedepunkt > 65 °C                                             |
| braun     | AX      | Niedrigsiedende organische Verbindungen (Siedepunkt ≤ 65 °C) der Niedrigsiedergruppen 1 und 2 |
| grau      | B       | Anorganische Gase und Dämpfe z. B. Chlor, Schwefelwasserstoff, Blausäure                      |
| gelb      | E       | Schwefeldioxid, Chlorwasserstoff und andere saure Gase                                        |
| grün      | K       | Ammoniak und organische Ammoniakderivate                                                      |
| blau      | NO      | Nitrose Gase (Stickoxide) z. B. Stickstoffmonoxid, Stickstoffdioxid                           |
| rot       | Hg      | Quecksilber                                                                                   |
| schwarz   | CO      | Kohlenstoffmonoxid                                                                            |
| orange    | Reaktor | Radioaktives Iod und radioaktives Iodmethan                                                   |
| violett   | SX      | Gase und Dämpfe nach Angaben des Herstellers                                                  |
| weiß      | P       | Partikel                                                                                      |

### Filterklassen (Aufnahmevermögen)
Jeder Filter trägt außerdem noch eine Angabe zur Filterklasse, da die Filter nach Adsorptionsvermögen in überwiegend drei Klassen eingeteilt werden (1: gering bis 3: hoch). Die Klasse gibt an, wie stark der Arbeitsplatzgrenzwert (früher Maximale Arbeitsplatz-Konzentration/MAK) überschritten werden darf.
| Filterklasse | maximal zulässige Gaskonzentration in der Zuluft des Filters |
| ------------ | ------------------------------------------------------------ |
| Klasse 1     | 1.000 ml/m³ (0,1 Vol-%)                                      |
| Klasse 2     | 5.000 ml/m³ (0,5 Vol-%)                                      |
| Klasse 3     | 10.000 ml/m³ (1,0 Vol-%)                                     |

Gasfilter des Typs AX:

es gibt keine Klasseneinteilung, sondern verschiedene maximale Einsatzdauern, die sich nach der Maximalkonzentration und dem Stoff (Einteilung nach dem Siedepunkt) richten.
| Schutz gegen        | maximal zulässige Gaskonzentration in der Zuluft des Filters | maximale Einsatzdauer |
| ------------------- | ------------------------------------------------------------ | --------------------- |
| Stoffe der Gruppe 1 | 100 ml/m³ (0,01 Vol-%)                                       | 40 min                |
| Stoffe der Gruppe 1 | 500 ml/m³ (0,05 Vol-%)                                       | 20 min                |
| Stoffe der Gruppe 2 | 1.000 ml/m³ (0,1 Vol-%)                                      | 60 min                |
| Stoffe der Gruppe 2 | 5.000 ml/m³ (0,5 Vol-%)                                      | 20 min                |

Für Filter der Typen NO, Hg, CO und Reaktor sind die Angaben des Herstellers zu Einsatzdauer und Konzentration zu beachten. So dürfen
- Filter des Typs NO maximal 20 Minuten und
- Filter des Typs Hg maximal 50 Stunden verwendet werden.[1]

### Kennzeichnung der Filter bei der Bundeswehr und dem erweiterten Katastrophenschutz

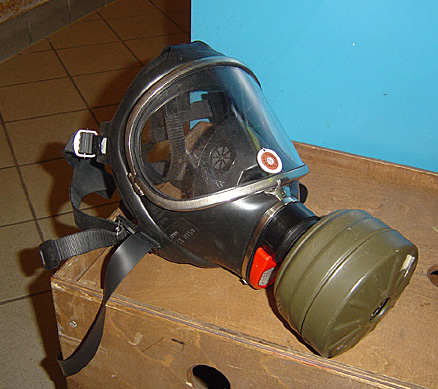
Atemschutzvollmaske („Panorama Nova“ von Dräger) mit angeschraubtem Filter aus Katastrophenschutz-Beständen – vermutlich Typ FE-NM

Nicht nach der obigen Kennzeichnungssystematik benannt und gekennzeichnet sind die Filter aus dem Bereich der Bundeswehr. Diese Filter sind oliv lackiert und tragen eine Bezeichnung, die die Eigenschaften des Filterkörpers beschreibt wie z. B. „FE 55 NM“ (Filterelement 55, nicht magnetisierbar). Filter gegen Kohlenstoffmonoxid sind anstelle mit der Zahl „55“ mit den Buchstaben „CO“ gekennzeichnet. Die Prüfungen der Filter entsprechen auch nicht den obigen Filtertypen; stattdessen werden bestimmte chemische Kampfstoffe zur Prüfung eingesetzt (Chlorcyan, Cyanwasserstoff, Chlorpikrin). Dies gilt auch für das Nachfolgemodell, den Filter für die Schutzmaske M2000 A und den Filter für die Schutzmaske S10. Auch der unten beschriebene Filter des erweiterten Katastrophenschutzes KS 80 wird verwendet.
Im Bereich des erweiterten Katastrophenschutzes wurde für die Schutzausstattung „KatS-Personal“ der Kombinationsschraubfilter „KS 80 FE NM“ (Filtereinsatz, Maske chemisch-biologisch; NSN 4240-12-180-8400; Aufdruck „BUND KS 80“: Bundeseigentum, Kombinations-Schraubfilter, Entwicklungsjahr 1980; Blechprägung „FE NM“ = Filterelement nicht magnetisierbar) zur Verwendung mit der ABC-Schutzmaske M 65 Z beschafft. Dabei ist der gesamte Filterkörper grau eingefärbt (Kennzeichnung als Gasfiltertyp B – Klasse 2) und mit einem weißen (Partikelfilter – Klasse 3) und einem orangefarbenen (Reaktorfilter) Band zur Kennzeichnung versehen. Darüber hinaus erfüllt er noch die Anforderungen als Gasfilter A und E. Es handelt sich somit um einen Kombinationsfilter A2B2E1-Reaktor-P3.

## Gebrauchsdauer (Standzeit)
Die Gebrauchsdauer der Atemfilter ist von der Belastung abhängig.
- Das Ende der Gebrauchsdauer von Gasfiltern oder Kombinationsfiltern, die gegen Gase eingesetzt wurden, ist an Geruchs-, Geschmacks- oder Reizerscheinung bei der Einatmung zu erkennen.
- Das Ende der Gebrauchsdauer von Partikelfiltern oder Kombinationsfiltern, die gegen Partikel eingesetzt wurden, ist am Ansteigen des Atemwiderstandes (Einatemwiderstand) zu erkennen.
- Gegen radioaktive Stoffe, Sporen, Bakterien, Viren und proteolytische Enzyme eingesetzte Partikelfilter sollen nur einmal verwendet werden.

Auf allen Filtern ist ein Verfallsdatum aufgedruckt. Spätestens dann sind die Filter nicht mehr als Schutz vor gefährlichen Stoffen einzusetzen. Partikelfilter sind in der Regel zehn, Gasfilter fünf Jahre ungeöffnet haltbar. Schon geöffnete unverplombte, aber unbenutzte Filter müssen entsorgt oder dürfen ausschließlich nur noch für Übungszwecke verwendet werden.

## Masken- und Filterausführungen
Je nach Verwendungszweck, Tragedauer, Schadstoffart etc. gibt es viele Maskentypen mit verschiedenen Filtermodellen.
- Filtrierende Halbmasken sind Maske und Filter in einem. Hier kann kein Filter ersetzt werden; sie werden nach Gebrauch oder wenn der Filter erschöpft ist, komplett entsorgt. Vorteile: angenehm zu tragen, leicht, relativ große Filterfläche, sehr hygienisch. Nachteile: etwas teurer im Gebrauch, für gasförmige Schadstoffe nicht geeignet.

Es gibt sie auch mit Ausatemventil, was unbedingt zu empfehlen ist, da der Atemwiderstand deutlich geringer ist und die Atemluftfeuchte durch das Ventil entweichen kann. Wird auch im medizinischen Bereich zum Schutz vor Infektionen gerne verwendet.
- Halbmasken

Sie bestehen aus einem Maskenträger, meist aus Kautschuk oder Silikon und umfassen die Mund- und Nasenpartie.
Auf diesem Körper können dann ein oder zwei Filterpatronen befestigt werden. Die Filter gibt es mit genormtem Rundgewinde, aber auch mit herstellerspezifischen Befestigungen. Vorteile: auch für gasförmige Stoffe geeignet, leichter als eine Vollmaske, relativ preisgünstig im Betrieb. Nachteile: muss entsprechend gereinigt werden, schwerer als Einwegmasken, meist nicht so ein gutes Sichtfeld wie Einwegmasken (Filter stören den Blick nach unten), man benötigt eventuell zusätzlichen Augenschutz (anders bei der Vollmaske).
- Vollmasken

Sie sind landläufig bekannt unter dem Synonym „Atemschutzmaske“. Sie weist zur Halbmaske folgende Unterschiede auf: Sie umschließt zusätzlich auch den Augenbereich, noch bessere Dichtigkeit, natürlich weniger Tragekomfort (schwerer, verengtes Gesichtsfeld, mehr Transpiration). Sie kommt hauptsächlich bei schwerem Atemschutz (Feuerwehr), hoch toxischen oder hoch infektiösen Stoffen zum Einsatz.
- Gebläseunterstützter Atemschutz

Dieser besteht aus einem so genannten Kopfteil und einem separaten Gebläse mit Akku, das mittels eines Schlauches mit dem Kopfteil verbunden ist. Das Gebläse saugt die Atemluft durch einen oder mehrere angebrachte Filter (meist mit genormten Rundgewinde) und bläst es in das Kopfteil, in dem sie sich verteilt und eingeatmet wird. Durch den Überdruck kann kein Schadstoff eindringen. Vorteile: sehr angenehm zu tragen (wenig Hautkontakt, kühlende Luft, kein Atemwiderstand – also auch keine Prüfung des Trägers notwendig – meist großes Sichtfeld). Nachteile: relativ hohe Anschaffungskosten, durch den zusätzlichen Luftstrom erhöhter Filterbedarf. Vor allem anzuraten bei ständig langer Tragedauer.

## Anwendungsgebiete

### Feuerwehr
Bei der Feuerwehr sind Kombinationsfilter (vor allem A2B2E2K2-P3) gebräuchlich. Dies resultiert aus der Tatsache, dass man oft nicht genau ermitteln kann, welche Schadstoffe sich bei einem Brand in der Luft befinden. Da die oben genannten Einsatzbedingungen für das Tragen von Filtergeräten aber vielfach nicht erfüllt werden können oder keine konkrete Bewertung der Schadstoffe getroffen werden kann, wird im Zweifel von den Einsatzkräften umluftunabhängiger Atemschutz getragen. Typische Anwendungsfälle für das Tragen von Filtern sind Nachlöscharbeiten und ABC-Einsätze.
Atemfilter werden für Normaldruckmasken mit Rundgewindeanschluss ausgeliefert. Für Überdruckmasken mit Schraubanschluss (Gewinde M45x3) gibt es seit einiger Zeit auch Filter mit diesem metrischen Gewindeanschluss.
Rechtliche Grundlage für den Einsatz unter Atemschutz bei deutschen Feuerwehren ist die Feuerwehr-Dienstvorschrift 7 (Atemschutz).
Bei der Feuerwehr in Österreich finden Atemschutzfilter bis auf wenige Ausnahmen, wie dem Strahlenschutz, keine Verwendung, da das Risiko einer falschen Verwendung als zu groß eingestuft wird.

### Arbeitsschutz
Werden bei Tätigkeiten Stäube, Rauche oder Dämpfe frei und ist keine effektive Absaugung dieser Gefahrstoffe vorhanden, muss der Arbeitgeber weitere Maßnahmen treffen. Eine mögliche Maßnahme ist die Verwendung von Atemschutzmasken. Nachstehend einige Beispiele:
- Bei mechanischer Bearbeitung z. B. Bohren, Fräsen, Schleifen und Sägen werden Stäube freigesetzt.
- Fasern treten bei Verlegen oder Ausbau von Dämmmaterial auf.
- Bei Schweißarbeiten entsteht Rauch.
- Beim Umgang mit Chemikalien und bei Herstellungsprozessen können schädliche Gase entweichen bzw. entstehen.

Um diese Gefahrstoffe aus der Atemluft zu filtern, werden Atemschutzmasken mit Partikelfiltern bzw. partikelfiltrierende Halb- oder Vollmasken eingesetzt.
Als Hilfestellung bei der Umsetzung staatlicher Arbeitsschutzvorschriften sowie Vorschriften der Unfallversicherungsträger kann in Deutschland die DGUV Regel 112-190 (Benutzung von Atemschutzgeräten) herangezogen werden.

## Sicherheit alter Filter
Atemschutzfilter, deren Ablaufdatum überschritten wurde, gewährleisten in der Regel keinen Schutz mehr. Abgesehen davon können Filter älterer Bauart noch andere Risiken bereithalten. Bis 1969 wurde in Deutschland in ABC-Schutzfiltern Asbest verbaut, in anderen Staaten zum Teil wesentlich länger. Die Filter sind jedoch so aufgebaut, dass der Asbest nicht eingeatmet werden kann, aber wenn dem Filter ein heftiger Stoß versetzt wird, können sich Asbestfasern aus dem Filtermaterial lösen.
Ein weiteres Risiko besteht darin, dass das Material, welches das Einatmen der Aktivkohle verhindert, im Laufe der Zeit zerfällt und Aktivkohle eingeatmet wird. Dies kann zu Erkrankungen der Augen und der Atemwege führen.